# Palaeagapetus finisorientis
Palaeagapetus finisorientis is een schietmot uit de familie Ptilocolepidae. De soort komt voor in het Palearctisch gebied.